# El Djazaïr Istithmar
 (août 2017).
Si vous disposez d'ouvrages ou d'articles de référence ou si vous connaissez des sites web de qualité traitant du thème abordé ici, merci de compléter l'article en donnant les références utiles à sa vérifiabilité et en les liant à la section « Notes et références ».
El Djazaïr Istithmar est une société de capital-investissement d’Algérie. Elle a été créée par deux banques publiques algériennes, la BADR (qui détient 70 % du capital) et la CNEP-Banque pour financer et promouvoir la création de nouveaux projets. Elle dispose d’un capital social de 1 000 000 000 dinars.
En 2011, El Djazaïr Istithmar met en place des fonds de financement pour soutenir les projets menés par les jeunes. Ces derniers peuvent solliciter 

## Présentation
La société « El Djazair Istithmar. Spa » est une société de capital investissement ayant un statut juridique de société par action, régie par la loi no 06-11 du 24 juin 2006 relative à la société de capital investissement. Elle a été créée le 28 décembre 2009 et elle est opérationnelle depuis le 7 juillet 2010. Elle est agréée par le ministère des Finances depuis le 11 mai 2010.

## Objectifs
L’objet de création d’El Djazair Istithmar est de prendre des participations en numéraire, minoritaires et temporaires dans le capital social d’une petite et moyenne entreprise et par conséquent toute opération consistant en des apports en fonds propres et en quasi-fonds propres. 